# Armin Falk

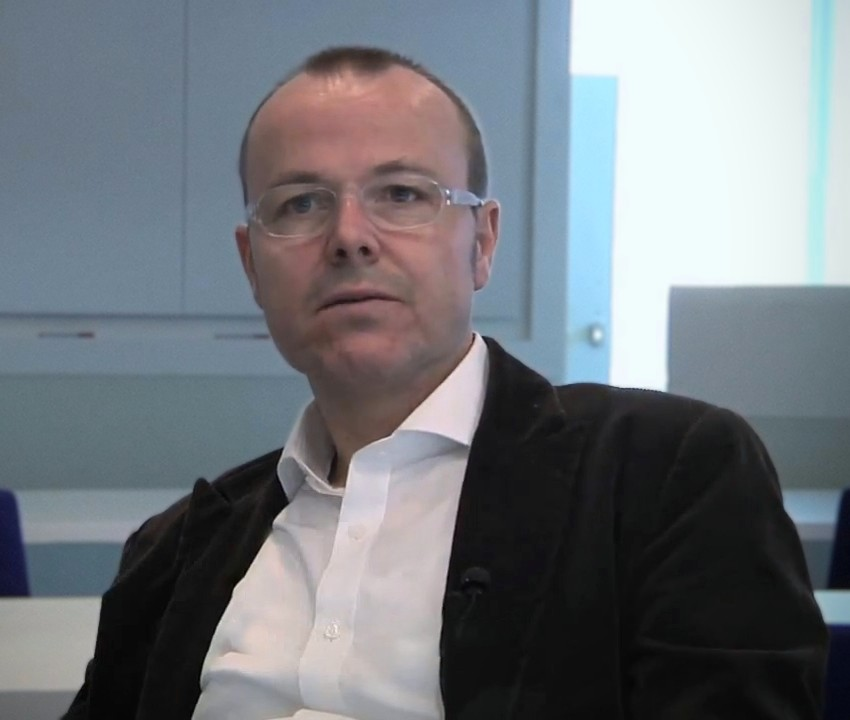
Armin Falk, 2011

Armin Falk (Bergisch Gladbach, 18 januari 1968) is een Duitse econoom. 

## Biografie
Armin Falk studeerde economie, filosofie en geschiedenis aan de Universiteit van Keulen. In 1998 schreef hij zijn proefschrift over het onderwerp ‘Reciprocity and Wage Formation’. Zijn promotor was Ernst Fehr van de Universiteit Zürich, waar Falk in 2003 ook verbleef.
Armin Falk is hoogleraar in de economie en hoofd van het Center for Economics and Neuroscience en het laboratorium voor experimentele economische wetenschappen aan de Universiteit Bonn. Hij is lid van de Max-Planck-Gesellschaft, directeur van het Institute
for the Study of Labor, onderzoeksprofessor aan het German Institut of Economic Research en lid van het wetenschappelijk adviescollege van het Duitse ministerie van economie en technologie.

## Onderzoek
Armin Falk doet onderzoek naar een betere, empirische basis van het economische gedragsmodel. Volgens het traditionele economische model (Homo Oeconomicus) gedragen mensen zich altijd rationeel en willen zij hun eigenbelang maximaliseren. Maar Armin Falk heeft met zijn onderzoek aangetoond dat mensen zich slechts in een beperkte mate rationeel gedragen en dat naast eigenbelang andere motieven invloed hebben op ons gedrag, zoals sociale voorkeuren, eerlijkheid en vertrouwen.
Zijn onderzoek is in hoge mate interdisciplinair en hij gebruikt dan ook methodes uit de experimentele economische wetenschappen, de sociale psychologie, de genetica en de neurowetenschappen. Hij voert hoofdzakelijk veld en laboratoriumexperimenten uit, die worden aangevuld met neurowetenschappelijke methoden, zoals functional Magnetic Resonance Imaging. Het analyseren van representatieve vragenlijsten is daarnaast ook een focusgebied van het onderzoek.
Inhoudelijk is Armin Falk vooral bezig met twee gebieden, de analyse van economische preferenties en de psychologische aspecten van de arbeidsmarkt. De analyse van voorkeuren en persoonlijkheid is van groot belang voor de economische en sociale wetenschappen, omdat alle modellen aannames hierover maken. Belangrijk is voornamelijk de analyse van sociale voorkeuren, tijd en risicopreferenties, maar ook persoonlijkheidseigenschappen.
Het tweede onderzoeksgebied zijn de psychologische aspecten van de arbeidsmarkt. Onderzoek toont, dat naast materiële aspecten, sociale preferenties, sociaal vergelijking, fairness, vertrouwen, sociaal waardering en intrinsieke motivatie een cruciale rol spelen. Dit heeft consequenties voor de arbeidsrelatie, maar ook voor het functioneren van organisaties en arbeidsmarkten.